# E.T. (cançó)
E.T. (en català: E.T. significa vida extraterrestre) és una cançó de la cantant estatunidenca Katy Perry del seu tercer àlbum d'estudi Teenage Dream (2010). Va ser llançat com el tercer senzill promocional del seu àlbum Teenage Dream el 17 d'agost de 2010. Després es va anunciar que la cançó seria llançada llançada com a quart senzill de l'àlbum, i va ser llançat a tot el món i lloc en llibertat el 16 de febrer va ser amb la col·laboració del raper Kanye West.
D'acord amb el sistema d'informació Nielsen Soundscan, «E.T.» és la cançó més venuda l'any 2011 als Estats Units. Això, amb una mica més de 4 milions de descàrregues digitals venudes al país. Això, el converteix en el quart senzill de Katy Perry que va assolir la marca dels 4 milions de descàrregues digitals venudes. Aquestes al seu torn, converteixen la cantant en l'artista amb més èxits amb els esmentats nivells de vendes.

## Informació de la cançó
Es filtre abans del llançament de l'àlbum com un demo. Amb la seva filtració, a molts fanàtics els agrado la cançó i van pensar que seria llançat com el segon senzill, però això no va ocórrer perquè es va llançar "Teenage Dream". Originalment Peacock seriosa llançat com a quart senzill oficial de Teenage Dream però es va canvel·lar perquè la cançó era molt vulgar segons paraules de Katy Perry. Finalment va ser llançada com 4t senzill oficialment en una versió amb Kanye West.

## Vídeo
Segons Katy, el vídeo va ser inspirat a la pel·lícula Wall-e. Comença mostrant al planeta Terra ple d'escombraries i rebutjos en els quals es mostra un robot amb una llum gairebé pobre que surt del seu interior. Posteriorment, Kanye West apareix dins d'una estació espacial flotant, cantant i mostrant-se a si mateix en l'espai exterior. Després, es mostra el buit i d'un fregall de teles es deixa veure un extraterrestre que ve a convertir-se en Katy Perry. En aterrar a la Terra, torna a canviar la seva forma i es dirigeix lentament al robot, tocant-li la llum que tenia una brillantor molt tènue; les armadures del presumpte robot comencen a caure i es descobreix un humà, pel que sembla un negre albí i ella el besa. Després de posar-se unes lents del sol Vogue, part del seu vestit cau a terra i es descobreix que Katy, en comptes de tenir cames té potes posteriors de girafa. Ella i l'altre home es prenen de la mà i es dirigeixen cap a l'horitzó, com a senyal d'amor. El video porta més de 100.000.000 reproduccions en Youtube.

## Critica
"Et" ha rebut crítiques mixtes dels crítics professionals. S'ha assenyalat que la cançó representa un costat diferent de Perry, amb un to més fosc, més profund, i to més madur. Aquesta va ser elogiada per Bbc Music 'segon Al Fox, que va gaudir del contrast d'E.T. comparant amb els seus optimistes cançons de pop convencional de temes com " Hot N Cold "i" Califòrnia Gurls ". Leah Greenblatt de Entertainment Weekly sent Perry va mostrar la força de la cançó, comparant el seu so amb una combinació de músics de rock Lita Ford i Trent Reznor. Mateo Cole de Slant Magazine no li agrada el tipus d'hermetisme que presenta la cançó i va dir que acompanyament d'"Et" va ser una reminiscència de " All The Things She Said" (2002)de t.a.t.u.. Jason Richards crida la cançó "matussera" i Rudy Chapaleta de Sputnikmusic va desestimar el seu intent que sigui unsonido més madur, que va qualificar de "cursi". Bill Lamb, escrit per About.com, va donar tres estrelles i mitjanes de revisió de cinc: va dir que estava decebut amb la falta d'un ganxo definit més potencial i que el seu "nerviosisme es genera sense llibertat. "
La crítica sobre la revisió de la rebarreja de la cançó «Et» incloent Kanye West va ser variada també. Kaplan, va elogiar la pista com un "duo gran", lloant les veus d'ambdós artistes, una declaració compartida per Lamb, que es va sentir que Kanye intensificava els versos de la cançó.] Además, Brad Wete de la revista Entertainment Weekly sent que la cançó va ser millorada amb una perspectiva masculina. Robert Copsey de Digital Spy va donar una revisió de quatre estrelles de cinc, però va sentir, en canvi, que la contribució del raper no afegeix res a la pista. Amos Barshad de Nova York va dir que se sentia estrany amb les metàfores del West que es podia interpretar en "direccions estranyes".